# Michel Bessis
Michel Bessis (ur. 30 września 1952) – brydżysta reprezentujący Francję, World Life Master w kategorii Open (WBF), European Champion w kategoriach Open oraz Miksty, European Master (EBL).
Stałym partnerem jest jego syn, Thomas Bessis.
Zawodowo jest nauczycielem brydża. Kieruje Akademią Brydżową.
Jest autorem wielu książek brydżowych.
Prowadzi kolumny brydżowe w czasopismach francuskich.

## Wyniki brydżowe

### Olimpiady
Na olimpiadach uzyskał następujące rezultaty:
| Olimpiady brydżowe. Zawody teamów | Olimpiady brydżowe. Zawody teamów | Olimpiady brydżowe. Zawody teamów | Olimpiady brydżowe. Zawody teamów | Olimpiady brydżowe. Zawody teamów | Olimpiady brydżowe. Zawody teamów |
| Rok                               | Miejsce                           | Zawody                            | Kategoria                         | Drużyna                           | Pozycja                           |
| --------------------------------- | --------------------------------- | --------------------------------- | --------------------------------- | --------------------------------- | --------------------------------- |
| 2000                              | Maastricht                        | 11. Olimpiada Brydżowa            | Miksty                            | Bessis                            | 2                                 |

### Zawody światowe
W światowych zawodach zdobył następujące lokaty:
| Mistrzostwa Świata. Konkurencja teamów | Mistrzostwa Świata. Konkurencja teamów | Mistrzostwa Świata. Konkurencja teamów               | Mistrzostwa Świata. Konkurencja teamów | Mistrzostwa Świata. Konkurencja teamów | Mistrzostwa Świata. Konkurencja teamów |
| Rok                                    | Miejsce                                | Zawody                                               | Kategoria                              | Drużyna                                | Pozycja                                |
| -------------------------------------- | -------------------------------------- | ---------------------------------------------------- | -------------------------------------- | -------------------------------------- | -------------------------------------- |
| 2014                                   | Sanya                                  | 14. Seria Mistrzostw Świata                          | Seniorzy                               | Milner                                 | 1                                      |
| 2010                                   | Filadelfia                             | 13 Seria Mistrzostw Świata                           | Open                                   | Pinot Noir                             | 33                                     |
| 2007                                   | Szanghaj                               | 38 Mistrzostwa Świata Teamów                         | Trans                                  | Zimmermann                             | 1                                      |
| 2006                                   | Werona                                 | 12 Mistrzostwa Świata                                | Open                                   | Bessis                                 | 33                                     |
| 2005                                   | Estoril                                | 37 Mistrzostwa Świata Teamów                         | Trans                                  | Bessis                                 | 32                                     |
| 2004                                   | Stambuł                                | 3 Transnarodowe Mistrzostwa Świata Teamów Mikstowych | Miksty                                 | Zimmermann                             | 12                                     |
| 2002                                   | Montreal                               | 11 Mistrzostwa Świata                                | Open                                   | Eisenberg                              | 17                                     |
| 1998                                   | Lille                                  | 10 Mistrzostwa Świata                                | Open                                   | Adad                                   | 9                                      |
| 1994                                   | Albuquerque                            | 9 Mistrzostwa Świata                                 | Open                                   | Szwarc                                 | 33                                     |
| 1982                                   | Biarritz                               | 6 Mistrzostwa Świata                                 | Open                                   | Cohen                                  | 45                                     |

| Mistrzostwa Świata. Konkurencja par | Mistrzostwa Świata. Konkurencja par | Mistrzostwa Świata. Konkurencja par | Mistrzostwa Świata. Konkurencja par | Mistrzostwa Świata. Konkurencja par | Mistrzostwa Świata. Konkurencja par |
| Rok                                 | Miejsce                             | Zawody                              | Kategoria                           | Partner                             | Pozycja                             |
| ----------------------------------- | ----------------------------------- | ----------------------------------- | ----------------------------------- | ----------------------------------- | ----------------------------------- |
| 2006                                | Werona                              | 12 Mistrzostwa Świata               | Open                                | Maurice Salama                      | 121                                 |
| 2002                                | Montreal                            | 11 Mistrzostwa Świata               | Open                                | Jerome Rombaut                      | 45                                  |
| 2002                                | Montreal                            | 11 Mistrzostwa Świata               | Miksty                              | Véronique Bessis                    | 10                                  |
| 1998                                | Lille                               | 10 Mistrzostwa Świata               | Open                                | Jerome Rombaut                      | 56                                  |
| 1998                                | Lille                               | 10 Mistrzostwa Świata               | Miksty                              | Véronique Bessis                    | 21                                  |
| 1994                                | Albuquerque                         | 9 Mistrzostwa Świata                | Miksty                              | Véronique Bessis                    | 35                                  |
| 1994                                | Albuquerque                         | 9 Mistrzostwa Świata                | Open                                | Herve Pacault                       | 43                                  |
| 1990                                | Genewa                              | 8 Mistrzostwa Świata                | Open                                | Didier Duchon                       | 68                                  |

| Mistrzostwa Świata. Konkurencja indywidualna | Mistrzostwa Świata. Konkurencja indywidualna | Mistrzostwa Świata. Konkurencja indywidualna | Mistrzostwa Świata. Konkurencja indywidualna | Mistrzostwa Świata. Konkurencja indywidualna | Mistrzostwa Świata. Konkurencja indywidualna |
| Rok                                          | Miejsce                                      | Zawody                                       | Kategoria                                    | Pozycja                                      |                                              |
| -------------------------------------------- | -------------------------------------------- | -------------------------------------------- | -------------------------------------------- | -------------------------------------------- | -------------------------------------------- |
| 1998                                         | Ajaccio                                      | 4 Indywidualne Mistrzostwa Świata            | Open                                         | 8                                            |                                              |

### Zawody europejskie
W europejskich zawodach zdobył następujące lokaty:
| Zawody europejskie. Konkurencja teamów | Zawody europejskie. Konkurencja teamów | Zawody europejskie. Konkurencja teamów | Zawody europejskie. Konkurencja teamów | Zawody europejskie. Konkurencja teamów | Zawody europejskie. Konkurencja teamów |
| Rok                                    | Miejsce                                | Zawody                                 | Kategoria                              | Drużyna                                | Pozycja                                |
| -------------------------------------- | -------------------------------------- | -------------------------------------- | -------------------------------------- | -------------------------------------- | -------------------------------------- |
| 2013                                   | Ostenda                                | 6. Otwarte Mistrzostwa Europy          | Miksty                                 | Monaco M                               | 24                                     |
| 2013                                   | Ostenda                                | 6. Otwarte Mistrzostwa Europy          | Open                                   | Groupe France                          | 4                                      |
| 2012                                   | Dublin                                 | 51. Mistrzostwa Europy Teamów          | Open                                   | France                                 | 11                                     |
| 2011                                   | Poznań                                 | 5. Otwarte Mistrzostwa Europy          | Open                                   | Bessis                                 | 2                                      |
| 2009                                   | Paryż                                  | 8 Puchar Europy                        | Open                                   | NC-France                              | 9                                      |
| 2009                                   | San Remo                               | 4 Otwarte Mistrzostwa Europy           | Miksty                                 | Ventin                                 | 33                                     |
| 2009                                   | San Remo                               | 4 Otwarte Mistrzostwa Europy           | Open                                   | Bessis                                 | 33                                     |
| 2007                                   | Antalya                                | 3 Otwarte Mistrzostwa Europy           | Miksty                                 | Ventin                                 | 3                                      |
| 2007                                   | Antalya                                | 3 Otwarte Mistrzostwa Europy           | Open                                   | Bessis                                 | 1                                      |
| 2005                                   | Teneryfa                               | 2 Otwarte Mistrzostwa Europy           | Open                                   | Bessis                                 | 66                                     |
| 2005                                   | Teneryfa                               | 2 Otwarte Mistrzostwa Europy           | Miksty                                 | Zimmermann                             | 53                                     |
| 2003                                   | Mentona                                | 1 Otwarte Mistrzostwa Europy           | Miksty                                 | Zimmermann                             | 96                                     |
| 2002                                   | Salsomaggiore                          | 46 Mistrzostwa Europy Teamów           | Open                                   | France                                 | 10                                     |
| 2002                                   | Ostenda                                | 7 Mistrzostwa Europy Mikstów           | Miksty                                 | Zimmermann                             | 7                                      |
| 1998                                   | Akwizgran                              | 5 Mistrzostwa Europy Mikstów           | Miksty                                 | Bessis                                 | 1                                      |
| 1996                                   | Monte Carlo                            | 4 Mistrzostwa Europy Mikstów           | Miksty                                 | Bessis                                 | 1                                      |
| 1994                                   | Barcelona                              | 3 Mistrzostwa Europy Mikstów           | Miksty                                 | Koumetz                                | 15                                     |
| 1992                                   | Ostenda                                | 2 Mistrzostwa Europy Mikstów           | Miksty                                 | Bessis                                 | 13                                     |
| 1990                                   | Bordeaux                               | 1 Mistrzostwa Europy Mikstów           | Miksty                                 | Saul                                   | 11                                     |

| Zawody europejskie. Konkurencja par | Zawody europejskie. Konkurencja par | Zawody europejskie. Konkurencja par | Zawody europejskie. Konkurencja par | Zawody europejskie. Konkurencja par | Zawody europejskie. Konkurencja par |
| Rok                                 | Miejsce                             | Zawody                              | Kategoria                           | Partner                             | Pozycja                             |
| ----------------------------------- | ----------------------------------- | ----------------------------------- | ----------------------------------- | ----------------------------------- | ----------------------------------- |
| 2013                                | Ostenda                             | 6. Otwarte Mistrzostwa Europy       | Open                                | Thomas Bessis                       | 65                                  |
| 2009                                | San Remo                            | 4 Otwarte Mistrzostwa Europy        | Open                                | Thomas Bessis                       | 35                                  |
| 2007                                | Antalya                             | 3 Otwarte Mistrzostwa Europy        | Miksty                              | Nathalie Frey                       | 186                                 |
| 2007                                | Antalya                             | 3 Otwarte Mistrzostwa Europy        | Open                                | Thomas Bessis                       | 29                                  |
| 2005                                | Teneryfa                            | 2 Otwarte Mistrzostwa Europy        | Open                                | Thomas Bessis                       | 8                                   |
| 2003                                | Mentona                             | 1 Otwarte Mistrzostwa Europy        | Open                                | Alain Levy                          | 6                                   |
| 2002                                | Ostenda                             | 7 Mistrzostwa Europy Mikstów        | Mikst                               | Véronique Bessis                    | 23                                  |
| 1997                                | Haga                                | 9 Mistrzostwa Europy Par            | Open                                | Jerome Rombaut                      | 17                                  |
| 1996                                | Monte Carlo                         | 4 Mistrzostwa Europy Mikstów        | Mikst                               | Véronique Bessis                    | 30                                  |
| 1995                                | Rzym                                | 8 Mistrzostwa Europy Par            | Open                                | Jerome Rombaut                      | 96                                  |
| 1994                                | Barcelona                           | 3 Mistrzostwa Europy Mikstów        | Miksty                              | Véronique Bessis                    | 75                                  |
| 1992                                | Ostenda                             | 2 Mistrzostwa Europy Mikstów        | Mikst                               | Bénédicte Cronier                   | 3                                   |
| 1990                                | Bordeaux                            | 1 Mistrzostwa Europy Mikstów        | Mikst                               | Véronique Bessis                    | 190                                 |
| 1989                                | Salsomaggiore                       | 5 Mistrzostwa Europy Par            | Open                                | Didier Duchon                       | 124                                 |

## Klasyfikacja
- Michel Bessis – klasyfikacja WBF (ang.)
- Michel Bessis – klasyfikacja EBL (ang.)